# Neder Hvam
Neder Hvam er en landsby i Midtjylland med 283 indbyggere  (2024). Neder Hvam er beliggende 16 kilometer syd for Viborg, 10 kilometer nordvest for Kjellerup og 25 kilometer nordvest for Silkeborg. Byen hører til Silkeborg Kommune og er beliggende i Region Midtjylland.
Neder Hvam hører til Vium Sogn.